# Lanurile
Lanurile (antiguamente Ebechioi) es una localidad rumana de la comuna de Bărăganu, en el condado de Constanța.

## Toponimia
El antiguo nombre del lugar puede encontrarse escrito con grafías como Ebe-Chioi. Ebichioi y Ebechioi. Pasó a llamarse Lanurile.

## Historia
Hacia finales del siglo XIX, la localidad, que ya por entonces pertenecía al condado de Constanța, formaba parte de la comuna de Osman-Facî y tenía contabilizada una población, compuesto de tártaros y turcos, de 343 habitantes.
En la segunda mitad del siglo XX formaba parte de la comuna de Bărăganu. En el censo de 2021 la localidad tenía una población de 884 habitantes.